# Тошич, Зоран
Зо́ран То́шич (серб. Zoran Tošić / Зоран Тошић; 28 апреля 1987, Зренянин, Югославия) — сербский футболист, атакующий полузащитник. Выступал в сборной Сербии.

## Клубная карьера

### Детство и начало карьеры
Родился в городе Зренянин. Начал футбольную карьеру в «Будучностие», который после слияния с другим клубом стал называться «Банат». В 25 матчах за «Банат» Тошич забил два гола и помог своей команде избежать вылета.
Выступления за «Банат» принесли Тошичу известность во многих клубах Европы. 6 августа 2007 года подписал четырёхлетний контракт с клубом «Партизан».

### «Манчестер Юнайтед»
Зимой 2008 года Тошич вместе с партнёром по «Партизану» Адемом Ляйичем подписал контракт с «Манчестер Юнайтед». Он получил разрешение на работу в Англии 28 ноября 2008 года, а 2 января 2009 года трансфер был окончательно согласован. Сербский полузащитник выступал за «Юнайтед» под 14 номером. В отличие от своего более молодого одноклубника, Тошич сразу же переехал в Англию, и в оставшейся части сезона-2008/09 три раза появлялся на поле, а также регулярно принимал участие в играх резервистов.

### «Кёльн»
29 января 2010 года Тошич был арендован немецким «Кёльном» до конца сезона 2009/10.

### ЦСКА

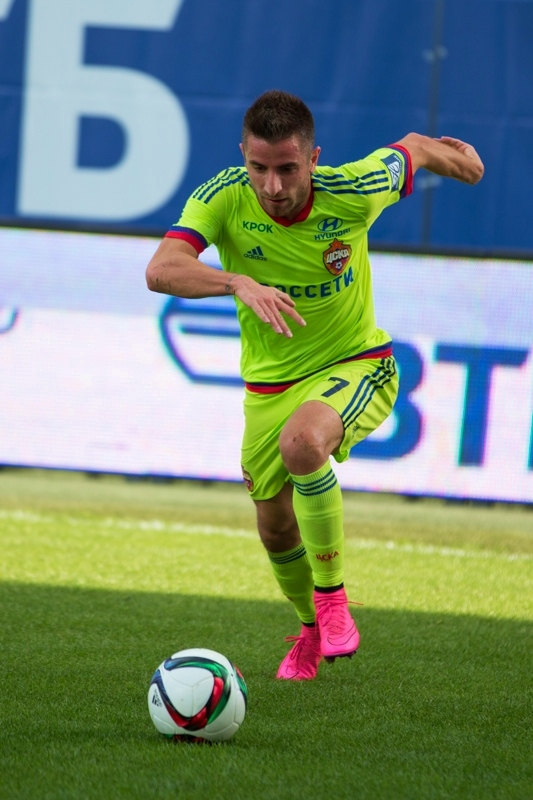
Зоран Тошич в ЦСКА

15 июня 2010 года Тошич перешёл в московский ЦСКА, подписав контракт на 5 лет. Трансфер игрока обошёлся ЦСКА в £ 7 млн.
15 августа 2010 года Тошич открыл счёт своим голам в России, забив «Анжи», в этом матче он также отметился голевой передачей. 19 августа забил второй гол в составе ЦСКА, поразив ворота «Анортосиса» в матче отборочного турнира Лиги Европы; в той же игре он забил и третий мяч. Постепенно стал одним из лидеров ЦСКА.
Свой первый гол в сезоне 2011/2012 Тошич забил в матче Лиги Европы в ворота «Порту». Матч закончился со счётом 2:1 в пользу португальцев, и ЦСКА покинул розыгрыш турнира. В целом в чемпионате серб выступал нестабильно, однако забил три гола. В конце ноября футболист получил травму, от которой оправился лишь в январе.
В Лиге чемпионов отличился голом в матче 1/8 финала против мадридского «Реала», закончившегося поражением ЦСКА со счётом 1:4 и вылетом из розыгрыша. По мнению болельщиков был назван лучшим футболистом ЦСКА в марте. 28 апреля забил два гола в ворота московского «Спартака», принеся победу ЦСКА со счётом 2:1. В следующем матче вновь сделал дубль в ворота другого московского клуб — «Локомотива» (армейцы выиграли 3:0).
Сезон 2012/2013 закончился для серба в мае переломом пятой плюсневой кости левой стопы, что не помешало ЦСКА стать чемпионом страны.
Тошич вернулся в строй в августе 2013 года и к середине осени стал одним из лидеров клуба, показывавшего серию неплохих результатов, — стал регулярно отличаться голами в Лиге чемпионов (против «Виктории» и «Манчестер Сити»), а также впервые в карьере оформил хет-трик 27 октября 2013 года в матче против «Краснодара» (5:1). За всё это был признан болельщиками клуба лучшим игроком команды в октябре. 27 апреля 2014 года провёл сотый матч за армейцев с момента своего появления в клубе, а по итогам месяца стал лучшим игроком команды в апреле (5 игр, 3 гола, 1 голевая передача). 15 мая 2014 года забил единственный гол в ворота «Локомотива», что привело к победе ЦСКА в чемпионате 2013/14. Был признан лучшим игроком команды в мае 2014 года, а в июле продлил контракт с клубом до 2017 года. По итогам 2014 года был признан лучшим футболистом Сербии по мнению сербского спортивного издания Sportski Žurnal.
5 июля 2017 года покинул клуб в связи с истечением срока контракта.

### Возвращение в «Партизан»
28 августа 2017 вернулся в «Партизан», подписав контракт с клубом на 3 года.

### «Тайчжоу Юаньда»
26 февраля 2020 года стал игроком китайского клуба «Тайчжоу Юаньда», подписав контракт по системе «2+1». 21 марта 2021 клуб объявил о прекращении своего существования, в связи с финансовыми проблемами. Тошич стал свободным агентом.

### «Тобол»
16 апреля 2021 года подписал контракт с казахстанским клубом «Тобол» до конца сезона. Тошич не принял участия в первых двух играх после перехода из-за проблем с шеей и дебютировал за новый клуб 28 апреля 2021 года в матче против «Каспия», выйдя на замену на 81-й минуте вместо своего соотечественника Неманьи Николича.

### «Ламия»
В январе 2023 года Тошич присоединился к греческому клубу «Ламия». По окончании сезона 2023/24 покинул клуб, не продлив свой контракт. 27 сентября 2024 года объявил об окончании карьеры игрока.

### В медиафутболе
В 2025 году перешёл в медиафутбол, где присоединился к СКА. Первый гол в Медиалиге забил 10 мая того же года в матче против «Банки».

## Карьера в сборной
За национальную футбольную команду Сербии до 21 года Тошич дебютировал 23 марта 2007 года в матче против Бельгии. Четыре дня спустя в матче против Португалии он забил свой первый гол за сборную. Он также играл на чемпионате Европы среди молодёжи в 2007 году.
31 августа 2007 года Тошич получил первый вызов в главную сборную Сербии для игр отбора к Евро-2008 против сборной Финляндии и Португалии и дебютировал в игре против Финляндии. Тошич забил свой первый гол за сборную 12 августа 2009 года в матче против Южной Африки.
В июне 2010 года Тошич был вызван в сборную Сербии на чемпионат мира по футболу 2010 года, где он появился в матче группового этапа против Австралии.

## Достижения

### Командные
«Партизан»
- Чемпион Сербии: 2007/08
- Обладатель Кубка Сербии (3): 2007/08, 2017/18, 2018/19

«Манчестер Юнайтед»
- Чемпион Англии: 2008/09[источник не указан 2113 дней]

ЦСКА
- Чемпион России (3): 2012/13, 2013/14, 2015/16
- Серебряный призёр чемпионата России (3): 2010, 2014/15, 2016/17.
- Бронзовый призёр чемпионата России: 2011/12.
- Обладатель Кубка России (2): 2010/11, 2012/13.
- Обладатель Суперкубка России (2): 2013, 2014

«Тобол»
- Чемпион Казахстана: 2021
- Обладатель Суперкубка Казахстана: 2021

Сборная Сербии (молодёжная)
- Серебряный призёр Чемпионата Европы: 2007

### Личные
- В списке 33 лучших футболистов чемпионата России: № 2 — 2012/13; № 3 — 2013/14, 2014/15
- Лучший футболист месяца чемпионата России по футболу (2) — май 2014, май 2015

## Личная жизнь
Имеет двух детей от бывшей жены Дианы и дочь от подруги Йованы. Помимо сербского футболист также хорошо говорит на русском языке, а также немного знает английский и немецкий. Его характеризуют как очень семейного, спокойного, амбициозного человека, не склонного к звёздной болезни.

## Стиль игры
Обладает сильным ударом с левой ноги, хорошей скоростью и дриблингом, а также хорошим исполнением стандартов. У него хорошее футбольное мышление. По манере игры его сравнивают с Арьеном Роббеном и Синишей Михайловичем. Тошич часто забивает и отдает голевые передачи. Его коронное движение это уход справа в центр и удар. Также Зоран может сыграть и на левом фланге атаки. Из слабых сторон футболиста можно выделить борьбу за мяч и игру в обороне.

## Статистика

### Клубная статистика
| Клуб              | Сезон   | Чемпионат | Чемпионат | Кубок | Кубок | Кубок Лиги | Кубок Лиги | Суперкубок | Суперкубок | Еврокубки | Еврокубки | Всего | Всего |
| Клуб              | Сезон   | Игры      | Голы      | Игры  | Голы  | Игры       | Голы       | Игры       | Голы       | Игры      | Голы      | Игры  | Голы  |
| ----------------- | ------- | --------- | --------- | ----- | ----- | ---------- | ---------- | ---------- | ---------- | --------- | --------- | ----- | ----- |
| Пролетер          | 2005/06 | 7         | 0         | 0     | 0     | 0          | 0          | 0          | 0          | 0         | 0         | 7     | 0     |
| Пролетер          | Итого   | 7         | 0         | 0     | 0     | 0          | 0          | 0          | 0          | 0         | 0         | 7     | 0     |
| Банат             | 2006/07 | 25        | 2         | 3     | 0     | 0          | 0          | 0          | 0          | 0         | 0         | 28    | 2     |
| Банат             | Итого   | 25        | 2         | 3     | 0     | 0          | 0          | 0          | 0          | 0         | 0         | 28    | 2     |
| Партизан          | 2007/08 | 32        | 8         | 4     | 1     | 0          | 0          | 0          | 0          | 0         | 0         | 36    | 9     |
| Партизан          | 2008/09 | 17        | 6         | 1     | 1     | 0          | 0          | 0          | 0          | 7         | 2         | 25    | 9     |
| Партизан          | Итого   | 49        | 14        | 5     | 2     | 0          | 0          | 0          | 0          | 7         | 2         | 61    | 18    |
| Манчестер Юнайтед | 2008/09 | 2         | 0         | 1     | 0     | 0          | 0          | 0          | 0          | 0         | 0         | 3     | 0     |
| Манчестер Юнайтед | 2009/10 | 0         | 0         | 0     | 0     | 2          | 0          | 0          | 0          | 0         | 0         | 2     | 0     |
| Манчестер Юнайтед | Итого   | 2         | 0         | 1     | 0     | 2          | 0          | 0          | 0          | 0         | 0         | 5     | 0     |
| Кёльн             | 2009/10 | 13        | 5         | 1     | 0     | 0          | 0          | 0          | 0          | 0         | 0         | 14    | 5     |
| Кёльн             | Итого   | 13        | 5         | 1     | 0     | 0          | 0          | 0          | 0          | 0         | 0         | 14    | 5     |
| ЦСКА              | 2010    | 15        | 3         | 0     | 0     | 0          | 0          | 0          | 0          | 8         | 3         | 23    | 6     |
| ЦСКА              | 2011/12 | 36        | 8         | 4     | 0     | 0          | 0          | 0          | 0          | 10        | 2         | 50    | 10    |
| ЦСКА              | 2012/13 | 25        | 3         | 1     | 0     | 0          | 0          | 0          | 0          | 2         | 0         | 28    | 3     |
| ЦСКА              | 2013/14 | 27        | 11        | 3     | 0     | 0          | 0          | 0          | 0          | 6         | 2         | 36    | 13    |
| ЦСКА              | 2014/15 | 27        | 7         | 1     | 0     | 0          | 0          | 1          | 1          | 5         | 0         | 34    | 8     |
| ЦСКА              | 2015/16 | 28        | 4         | 3     | 1     | 0          | 0          | 0          | 0          | 10        | 1         | 41    | 6     |
| ЦСКА              | 2016/17 | 24        | 1         | 0     | 0     | 0          | 0          | 1          | 0          | 4         | 0         | 29    | 1     |
| ЦСКА              | Итого   | 182       | 37        | 12    | 1     | 0          | 0          | 2          | 1          | 45        | 8         | 241   | 47    |
| Партизан          | 2017/18 | 22        | 11        | 4     | 2     | 0          | 0          | 0          | 0          | 5         | 1         | 31    | 14    |
| Партизан          | 2018/19 | 16        | 4         | 4     | 1     | 0          | 0          | 0          | 0          | 1         | 0         | 21    | 5     |
| Партизан          | 2019/20 | 17        | 5         | 0     | 0     | 0          | 0          | 0          | 0          | 12        | 2         | 21    | 5     |
| Партизан          | Итого   | 55        | 20        | 8     | 3     | 0          | 0          | 0          | 0          | 18        | 3         | 81    | 26    |
| Всего             | Всего   | 333       | 78        | 30    | 6     | 2          | 0          | 2          | 1          | 70        | 13        | 437   | 98    |

### Международная
| Сербия | Сербия | Сербия |
| Год    | Матчи  | Голы   |
| ------ | ------ | ------ |
| 2007   | 4      | 0      |
| 2008   | 7      | 0      |
| 2009   | 6      | 3      |
| 2010   | 10     | 1      |
| 2011   | 10     | 3      |
| 2012   | 9      | 1      |
| 2013   | 7      | 0      |
| 2014   | 9      | 2      |
| 2015   | 8      | 1      |
| 2016   | 6      | 0      |
| Всего  | 76     | 11     |